# Помаскіни
Пома́скіни (рос. Помаскины) — присілок у складі Орічівського району Кіровської області, Росія. Входить до складу Спас-Талицького сільського поселення.
Населення становить 92 особи (2010, 110 у 2002).
Національний склад станом на 2002 рік — росіяни 94 %.